# 2009년 한화 이글스 시즌
2009년 한화 이글스 시즌은 한화 이글스가 KBO 리그에 참가한 16번째 시즌으로, 빙그레 이글스 시절까지 합하면 24번째 시즌이다. 김인식 감독이 팀을 이끈 마지막 시즌이며, 신경현이 주장을 맡았다. 팀은 승률 0.346에 그치며 8팀 중 정규시즌 최하위에 머무르며 포스트시즌 진출에 실패했고, 이로 인해 김인식 감독은 시즌 종료 후 물러났다.

## 타이틀
- 영구결번 지정: 정민철 (23), 송진우 (21)
- ALL WBC TEAM: 김태균 (1루수), 이범호 (3루수)
- 월드 베이스볼 클래식 은메달: 김인식(감독), 류현진, 이범호, 김태균
- BA 유망주 랭킹: 류현진 (5위)
- 야구 월드컵 국가대표: 유원상, 이희근
- 성구회 헌액: 송진우
- 일구대상: 김인식
- 일구상 의지노력상: 강동우
- 조아제약 프로야구대상 공로상: 김인식
- 조아제약 프로야구대상 특별상: 송진우
- 스포츠토토 올해의 재기상: 강동우
- 스포츠토토 올해의 특별상: 김인식
- 한국갤럽 선정 올해를 빛낸 스포츠스타 9위: 김태균
- 한국갤럽 선정 한국인이 좋아하는 스포츠스타 6위: 김태균
- 스포츠조선 선정 부상 선수 올스타: 김태균 (1루수)
- 올스타 선발: 이범호 (3루수)
- 올스타전 추천선수: 류현진, 양훈, 강동우
- 올스타전 탈삼진상: 양훈
- 올스타전 승리감독상: 김인식
- 올스타전 승리팀상: 서군 올스타
- 컴투스프로야구 내일은 국가대표 라인업: 김태균 (1루수)
- 투수 WAR: 류현진 (5.73)
- 완투: 류현진 (4)
- 탈삼진: 류현진 (188)
- 타석 당 피투구수: 김태완 (4.31)
- 투구 수: 류현진 (3064)
- 경기당 투구 수: 류현진 (109.4)
- 선발 GSC: 류현진 (7월 11일 LG전, 95)

### 퓨처스리그
- 퓨처스 올스타: 허유강, 김회성, 신석기, 김다원
- 남부리그 도루: 신석기 (35)
- 남부리그 사구: 이양기 (17)
- 남부리그 4사구: 이양기 (52)
- 남부리그 희생타: 한윤섭 (5)
- 남부리그 마무리등판: 박성호 (25)
- 남부리그 세이브: 박성호 (8)

## 선수단
- 선발투수: 류현진, 안영명, 유원상, 연지, 정민철, 김혁민
- 구원투수: 구대성, 양훈, 황재규, 마정길, 허유강, 박정진, 양승진, 윤기호, 송진우, 김회권, 박성호, 김백만, 정재원, 윤규진
- 마무리투수: 토마스, 최상덕, 김주, 최영필
- 포수: 이도형, 신경현, 박노민, 이희근, 최연오
- 1루수: 김태균
- 2루수: 이로운, 김강석, 강병수, 한윤섭, 오선진, 김민재
- 유격수: 송광민
- 3루수: 이범호, 김회성
- 좌익수: 연경흠, 윤재국, 최진행, 이양기
- 중견수: 강동우, 추승우, 정현석
- 우익수: 김태완, 양승학, 디아즈
- 지명타자: 이영우, 김강

## 특이 사항
- 안영명은 전반기 24피홈런으로 KBO 리그 단일 시즌 전반기 최다 기록을 세웠다.
- 안영명은 원정 경기 23피홈런으로 KBO 리그 역대 단일 시즌 원정 경기 최다 기록을 세웠다.
- 이 시즌에 투수 안영명은 총 34개의 홈런을 맞아 KBO 역사상 정규시즌 최다 피홈런을 기록했다. 또한 9이닝 당 홈런 2.18개를 맞아 KBO 리그 역대 규정 이닝을 채운 투수 중 단일 시즌 최다 기록을 세웠다.
- 팀은 도루 실패 20회에 그쳐 KBO 리그 사상 단일 시즌 최소 도루 실패 기록을 세웠다.
- 송진우는 1월 13일에 출범한 성구회의 초대 회장으로 부임했다.
- 송광민은 삼진 대비 볼넷 비율 0.11에 그쳐 규정 타석을 채운 타자 중 KBO 리그 역대 단일 시즌 최저 BB/K 기록을 세웠다.
- 송진우는 KBO 리그 사상 최초로 통산 3000이닝을 돌파했다.
- 송진우는 9월 23일에 등판해 KBO 리그 역대 최고령 등판 기록을 세웠다.
- 송진우는 이 시즌을 끝으로 은퇴했는데, 통산 1341실점 1170자책점으로 KBO 리그 통산 실점과 자책점의 차이가 가장 큰 투수로 남아있다. 또한 월요일 경기 통산 442타자 상대 19피2루타로 최다 기록을 세웠다.
- 김민재는 이 시즌을 끝으로 은퇴했는데, 통산 희생번트 228개, 실책 264개로 KBO 리그 역대 최다 기록을 세웠다.
- 정민철은 이 시즌을 끝으로 은퇴하여 KBO 리그 사상 월요일 경기 통산 최다 피3루타(6) 기록을 세웠다.
- 최상덕은 이 시즌을 끝으로 은퇴하여 KBO 리그 사상 월요일 경기 통산 최다 피홈런(14) 기록을 세웠다.
- 이 시즌은 KBO 리그 사상 14번째로 규정 타석을 채운 야수 전원이 WAR 양수를 기록한 시즌이다. 그 중 가장 WAR이 낮았던 송광민은 WAR 0.28을 기록했다.
- 송진우는 만 40세 때부터의 통산 323이닝, 선발등판 53회, 완투 1회, 17승, 18패, 162실점, 149자책점, 1392타자 상대, 329피안타, 30피홈런, 126볼넷 허용, 202 탈삼진으로 KBO 리그 40대 투수 통산 최다 기록을 세웠다.